# Lounge Act
«Lounge Act» (с англ. — «Акт на диване») — песня американской гранж-группы Nirvana, написанная вокалистом и гитаристом группы Куртом Кобейном и выпущенная 24 сентября 1991 года на самом коммерчески успешном альбоме коллектива Nevermind. Помимо этого, «Lounge Act» вошла в концертный альбом Live at Reading. Эта версия песни была исполнена не в оригинальном гитарном строе, а в пониженном на полтона.

## Музыка и лирика
Композиция представляет собой достаточно спокойную песню, по сравнению с другими песнями из альбома Nevermind, исполняемую в темпе 156 BPM. На студийном альбоме она исполняется в стандартном гитарном строе. Песня начинается с басовой партии, но после нескольких тактов к ней присоединяются электрогитара с дисторшном и барабаны. Куплеты представляют собой последовательность квинтаккордов B5 — G5 — C5, исполняемых под спокойный вокал Кобейна. Припев содержит в себе последовательность аккордов E — A — D — G в сопровождении непринуждённого вокала фронтмена группы. Спустя два куплета и два припева спокойный вокал Курта переходит в скриминг, сопровождающийся всё теми же аккордами.

В журнале Rolling Stone предполагали, что в композиции идёт речь о парне, который разрывается между группой и девушкой, и искали параллели с жизнью самого Курта Кобейна. Истинный смысл песни раскрывается в книге-биографии Кобейна авторства Чарльза Кросса «Heavier Than Heaven». В ней приводится так и не отправленное письмо музыканта, адресованное Тоби Вейл из группы Bikini Kill:
«Не все песни на пластинке о тебе. Нет, я не твой парень. Нет, я не пишу песни о тебе, кроме „Lounge Act“, которую я не играю, за исключением случаев, когда моей жены нет поблизости.»

Басист Nirvana Крист Новоселич подтвердил, что в песне идёт речь о Тоби Вейл.